# Psychic Lover
Psychic Lover (サイキックラバー Saikikkurabā) là một nhóm nhạc J-pop gồm ca sĩ YOFFY (Yoshiyuki Wada (和田 よしゆき Wada Yoshiyuki)) và guitarist IMAJO (Tatsuhiro Imajo (今城 龍寛 Imajo Tatsushiro)). Ban đầu nhóm có 6 thành viên, YOFFY và IMAJO là hai thành viên còn lại của nhóm. Công việc chính của họ là biểu diễn các ca khúc chủ đề đầu và cuối của các seri truyền hình và Anime Nhật Bản. Yoffy cũng là việc với Eizo Sakamoto (ca sĩ của Anthem và Animetal), Masaaki Endoh, Sakura Nogawa, Ai Tokunaga, Ryoko Shintani, Mayumi Gojyou, Sister MAYO, và Yukari Fukui ở những dự án khác.
Vào tháng 10, 2007, nhóm đã biểu diễn tại Hoa Kỳ lần đầu tiên trong Akiba Fest Lưu trữ ngày 5 tháng 8 năm 2018 tại Wayback Machine J-Pop Halloween Concert Ball ở Springfield, Virginia.

## Sự nghiệp

### Đĩa đơn
1. "TRANSFORMER -Dream Again-"
Phát hành vào 2 tháng 2 năm 2003 / TV Anime Transformers: Armada Bài hát mở đầu thứ nhất
2. "Never Ending Road"
Phát hành vào 2 tháng 2 năm 2003 / TV Anime Transformers: Armada Bài hát kết thúc thứ nhất
3. "TRANSFORMER -Dream Again- / Never Ending Road "
Phát hành vào 29 tháng 3 năm 2003 / Phiên bản tái phát hành của "TRANSFORMER -Dream Again-" và "Never Ending Road"
4. "Transformers ~Steel Courage~ (Transformers ～鋼鉄の勇気～ Transformers ~Kotetsu no Yuuki~?) / Don't Give Up!!"
Phát hành vào [[23 tháng 7, 2003 / TV Anime Transformers: Armada Bài hát kết thúc thứ hai
5. "Itsumo Te no Naka ni (いつも手の中に?)"
Phát hành vào [[30 tháng 7, 2003 / TV Anime Dokkoida?! Bài hát mở đầu
6. "Special Investigation Squadron Dekaranger (特捜戦隊デカレンジャー Tokusō Sentai Dekarenjā?) / Midnight Dekaranger (ミッドナイト デカレンジャー Middonaito Dekarenjā?)"
Phát hành vào 3 tháng 3 năm 2004 / Tokusatsu Series Tokusou Sentai Dekaranger Đầu và kết
7. "Asu eno Toushi (明日への闘志?) / TAKE MY SOUL FOREVER"
Phát hành vào 17 tháng 11 năm 2004 / TV Anime Ring ni Kakero Bài hát kết thúc
8. "いざ行け！ビートル / I Believe"
Phát hành vào 1 tháng 6 năm 2005 / Bài hát chủ đề cho Kabuto-O Beetle
9. "GAIKING"
Phát hành vào 21 tháng 12 năm 2005 / TV Anime Gaiking Legend of Daiku-Maryu Bài hát mở đầu
10. "GoGo Sentai Boukenger (轟轟戦隊ボウケンジャー Gōgō Sentai Bōkenjā?) / Adventurers ON THE ROAD (冒険者　ＯＮ　ＴＨＥ　ＲＯＡＤ Bōkensha On Za Rōdo?)
Phát hành vào 8 tháng 3 năm 2006 / Tokusatsu Series GoGo Sentai Boukenger Bài hát kết thúc
11. "XTC"
Phát hành vào 24 tháng 5 năm 2006 / TV Anime Witchblade Bài hát mở đầu
12. "Oh! my god"
Phát hành vào 19 tháng 7 năm 2006 / TV Anime Gaiking Legend of Daiku-Maryu Bài hát kết thúc thứ 2
13. "Number One Battle Brawlers (ナンバーワン・バトルブローラーズ Nanbā Wan Batoru Burōrāzu?)"
Phát hành vào 23 tháng 3 năm 2007 / TV Anime Bakugan Battle Brawlers  Bài hát mở đầu thứ nhất
14. "Precious Time,Glory Days"
Phát hành vào 21 tháng 11 năm 2007 / TV Anime Yu-Gi-Oh! GX Bài hát mở đầu thứ tư
15. "Bucchigiri Infinite Generation (ブッちぎり∞ジェネレーション Bucchigiri Infinitto Jenerēshon?)"
Phát hành vào 21 tháng 11 năm 2007 / TV Anime Bakugan Battle Brawlers Bài hát mở đầu thứ hai
16. "LOST IN SPACE"
Phát hành vào 17 tháng 12 năm 2007 / TV Anime Tytania Bài hát mở đầu
17. "Samurai Sentai Shinkenger (侍戦隊シンケンジャー Samurai Sentai Shinkenjā?) / Mơ cả ngày đêm, Shinkenger (四六時夢中　シンケンジャー Shirokujimuchū Shinkenjā?)"
Phát hành vào 18 tháng 3 năm 2009 / Tokusatsu Series Samurai Sentai Shinkenger Bài hát mở đầu

### Album
1. Psychic Lover 
Released vào 21 tháng 6 năm 2006
2. Psychic Lover II
Phát hành vào 2 tháng 9 năm 2009